# Diego de la Serna
Diego de la Serna (Olivares de Duero, 1639 – Madrid, 1706) fue un jurista español miembro del Consejo de Castilla y Caballero de la Orden de Calatrava.

## Nacimiento
Nació en Olivares de Duero, Valladolid, en 1639. Fue hijo de Lucas de la Serna (médico e hidalgo, natural de Villamelendro) y de María de Segovia (natural de Cornoncillo). Fue nieto, por línea paterna, de Andrés de la Serna (hidalgo natural de Villamelendro) y de Marina de Valderrábano (natural de Arenillas de San Pelayo); por línea materna era nieto de Antonio de Segovia Cantoral (natural de Palencia. Médico de Su Majestad y catedrático de la Universidad de Valladolid) y de Antonia Sánchez de Robles (natural de Brozas, nieta de El Brocense). Su sobrino-nieto fue Andrés Lorenzo García de Samaniego, I Marqués de la Granja.
Casó con Eugenia de Anaya y Quiñones en 1706.

## Carrera
Fue Licenciado en Leyes por la Universidad de Salamanca en 1661, obteniendo el grado de Doctor en 1665, y siendo Catedrático de Leyes en dicha Universidad. En 1678 es nombrado Fiscal de la Real Chancillería de Granada, del Consejo de Órdenes en 1696 y  dos años después del Consejo de Castilla, donde consiguió plaza de consejero en 1699. Fue maestro de Melchor de Macanaz. Junto a su hermano, José de la Serna Cantoral, fue leal al bando austracista en la Guerra de Sucesión Española, lo que le causó el exilio en Alarcón (España) entre 1710 y 1714.

## Obras y bibliofilia
Fue autor de varias obras: 
- Exercitationes iuris ciuilis, Salamanca, viuda de Sebastián Pérez, 1661.[6]
- Vindicias catholicas granatenses, León de Francia, 1706.[7]

En 1706, asimismo, se le había dedicado la edición del Quijote que editó Antonio González de Reyes. Además, poseyó una amplia biblioteca, de la que donó parte a su sobrino Juan Antonio García de Samaniego, también catedrático de la Universidad de Salamanca.